# Valdosaurus
Valdosaurus là một chi khủng long, được Galton mô tả khoa học năm 1977.